# 宇和島事件
宇和島事件（うわじまじけん）は、捜査機関の誤認逮捕で無罪の男性を1年余も勾留した冤罪事件である。冤罪と判明したのは真犯人が隣県で自白したためであり、愛媛県警察および検察の対応が批判された。

## 事件の概要
1998年10月、愛媛県宇和島市内で民家から貯金通帳などが盗まれ50万円が引き出される窃盗と詐欺の事件が発生した。被害者宅に荒らされた様子がないことから、親しい人物の犯行との見方を強めて捜査。1999年2月1日、宇和島警察署は被害者宅のかぎを持って自由に出入りが可能だった愛媛県の男性を追及した際、犯行を認めたため窃盗、詐欺容疑で逮捕した。
自供によると1998年10月上旬に約50万円の貯金通帳を、12月下旬に印鑑をそれぞれ盗み、これを使って1999年1月8日に市内の金融機関から50万円を引き出し、その金で借金計20万円を返済したとあった。男性の他の使途などを加えると約50万円になり、引き出した金額とほぼ一致するとして、「金銭目的の犯行」と動機を特定した。これを受けて松山地検は男性を窃盗罪で起訴した。その後、詐欺罪でも追起訴した。
2000年になって、高知県で窃盗罪で公判中の60歳の連続窃盗犯が手帳に犯行メモを残していたことが判明し、宇和島の窃盗事件について自供。その後、金融機関の窓口で応対した職員が「犯人である」と証言や荒らされていなかった被害者宅については施錠されていなかった2階の窓から侵入したことが判明し、捜査による証拠は宇和島の窃盗事件が高知で逮捕された連続窃盗犯の犯行の可能性が濃厚となった。

## 刑事裁判

### 男性の裁判
松山地裁宇和島支部における公判では男性は無罪を主張した。借金返済については男性が勤務していた会社の女性事務員が返済は1月7日と証言し、内12万円は1月7日付の「振替伝票」が残っていた。また、盗んだ通帳で引き出して借金を返したとされていた日が実際は引き出しの前日（1月7日）だったことが明らかになった。さらに男性は1998年末にボーナスと給与や年末調整で手取り70万円余りを受け取っており多額の現金を所持していたことも判明した。それに対し、検察側は公判で「男性が金に困っていたのは明らかで、20万円の返済事実があるからといって動機がなかったとはいえない」と主張した。
1999年12月21日、論告求刑公判で検察側は懲役2年6月を求刑、2000年2月25日に判決公判が開かれる予定であった。しかし、冤罪が明白になったため2月21日に釈放され、検察側が結審後に松山地裁宇和島支部へ改めて審理再開を要請する異例の展開をみせた。
2000年4月21日、松山地検は「被告人は全く関与していないことが明白なので無罪判決を求めます」と述べて無罪論告を行い、男性に「苦痛を与える結果となり、ここに深くおわびします」と謝罪した。
2000年5月26日、松山地裁宇和島支部（斎藤聡裁判官）は「被告の供述を裏付ける動機も証拠も乏しい」として論告通り無罪判決を言い渡した。松山地検は上訴権を放棄したため、無罪が確定した。

### 真犯人の裁判
2000年10月19日、高知地裁（真鍋秀永裁判官）は「進んで犯行を明らかにし、事件の真相解明に寄与したことは評価するが、犯行は重大で悪質」として懲役6年（求刑：懲役8年）の判決を言い渡した。被告側は「自分の自供がなければ、無実の男性は救われなかった」として酌量減軽を求めたが、判決では被告側の主張を全面的に退けた。

## 判決確定後
2000年6月9日、愛媛県警察は捜査ミスを認めた上で「逮捕手続きや捜査指揮などに違法性は無かった」と判断して担当の警察官を処分しないことを発表。
2001年8月、男性は刑事補償法に基づく補償金482万5000円を松山地裁宇和島支部に請求した。
2001年8月13日、松山地裁宇和島支部は請求通り男性に刑事補償金482万5000円を支払うことを決定した。

## 国家賠償請求訴訟
2002年6月21日、男性は勾留中に失職したことなどを理由に国と県を相手に慰謝料など約1000万円の支払いを求める国家賠償請求訴訟を松山地裁に提訴した。
2002年9月4日、松山地裁（上原裕之裁判長）で第1回口頭弁論が開かれ、国と県は「取調官が毅然とした態度で取り調べを行うのは当然。脅迫的・高圧的に自白を迫ったものではない」として請求棄却を求めた。
2006年1月18日、松山地裁（澤野芳夫裁判長）は「男性の話は信用性に欠け、強要を認める証拠もない」などとして原告側の請求を棄却した。原告側は判決を不服として控訴した。
2006年10月16日、高松高裁（紙浦健二裁判長）で控訴審第1回口頭弁論が開かれ、男性は「防犯ビデオや請求書の筆跡などから真犯人ではないことは明白だった」として捜査機関の不備を主張し、国と県は控訴棄却を求める答弁書を提出した。
2008年3月24日、原告と被告双方は和解を前提に協議を進める方針で合意した。
2008年4月25日、高松高裁（紙浦健二裁判長）で県が500万円と国が100万円の計600万円の和解金を男性に支払うことで和解となった。

## 備考
2000年にテレビ愛媛が宇和島事件を題材としたドキュメンタリー『自白・この国の捜査のかたち』を制作し、自白偏重といわれる日本の捜査のあり方に警鐘を鳴らした。